# جاده ئی۸۸۱ اروپا
جاده ئی۸۸۱ اروپا (به انگلیسی: European route E881) یکی از جاده‌های درجه ۲ قاره اروپا است.
این جاده که در کشور ترکیه قرار دارد از شهر ازمیت شروع شده و در شهر چشمه  به پایان می‌رسد.